# Wikipedija na grčkom jeziku
Wikipedija na grčkom jeziku jest inačica Wikipedije na novogrčkom jeziku. Nastala je 1. prosinca 2001. Premašila je 10 000 članaka 16. svibnja 2006., 100 000 unosa 9. travnja 2014. i 200 000 unosa 27. studenog 2021. Dana 16. ožujka 2022. imala je 207 484 članka.